# René Boussu
René Boussu es un deportista belga que compitió en tiro con arco, en la modalidad de arco recurvo. Ganó dos medallas en el Campeonato Mundial de Tiro con Arco al Aire Libre, en los años 1959 y 1961.

## Palmarés internacional
| Campeonato Mundial al Aire Libre | Campeonato Mundial al Aire Libre | Campeonato Mundial al Aire Libre | Campeonato Mundial al Aire Libre |
| Año                              | Lugar                            | Medalla                          | Prueba                           |
| -------------------------------- | -------------------------------- | -------------------------------- | -------------------------------- |
| 1959                             | Estocolmo (Suecia)               | Medalla de plata                 | Equipo                           |
| 1961                             | Oslo (Noruega)                   | Medalla de plata                 | Equipo                           |